# Матаев, Мухтар Гаджимурадович
Мухтар Гаджимурадович Матаев (5 мая 1968, Уркарах, Дахадаевский район, Дагестанская АССР, РСФСР, СССР) — российский театральный деятель и педагог. Директор Даргинского драматического театра имени О. Батырая (2023 — н.в.).

## Биография
Родился 5 мая 1968 года в селе Уркарах Дахадаевского района. С 1986 по 1988 год проходил службу в рядах советской армии в Севастополе. Окончил математический факультет Дагестанского государственного университета. С 1994 по 2021 годы работал в Уркарахской СОШ № 1 в качестве учителя математики, заместителя директора по АХЧ, УВР, ВР, ИКТ. С 2009 по 2015 годы являлся директором МУП «Телевидение Дахадаевского района». С 2018 по 2021 годы по совместительству с преподаванием в уркарахской школе работал методистом МКУ «ЦРО». 8 октября 2021 года был принят на работу в Даргинский драматический театр имени О. Батырая в качестве главного администратора, а затем был назначен на должность заместителя директора Даргинского театра. В декабре 2022 года, после того, как директор Даргинского театра Магомед Абдулкадыров избран главой Дахадаевского района, стал исполняющим обязанности директора театра. 25 апреля 2023 года назначен директором Даргинского театра.

## Трудовая деятельность
- 1986-1988 — служба в рядах вооруженных сил СССР (Севастополь);
- 1994-2021 — работал в Уркарахской СОШ № 1 в качестве учителя математики, заместителя директора по АХЧ, УВР, ВР, ИКТ;
- 2009-2015 — директор МУП «Телевидение Дахадаевского района»;
- 2018-2021 — методист МКУ «ЦРО»;
- 2021-2022 — главный администратор Даргинского драматического театра имени О. Батырая;
- 2022 — заместитель директора Даргинского театра;
- 2022-2023 — и. о. директора Даргинского театра;
- 2023-н.в. — директор Даргинского драматического театра имени О. Батырая;

## Достижения и звания
- Учитель высшей категории;
- Член ассоциации учителей математики Дагестана;
- Лучший учитель России 2009.